# Bárbara Radziwiłł
Bárbara Radziwiłł (en polaco: Barbara Radziwiłłówna, en lituano: Barbora Radvilaitė; Vilna, 16 de diciembre de 1520-Cracovia, 8 de mayo de 1551) fue la segunda esposa del rey Segismundo II Augusto Jagellón ( en lituano: Žygimantas II Augustas Jogailaitis), y por tanto reina de Polonia y gran duquesa de Lituania.

## Padres
Era hija del gran atamán del gran ducado de Lituania, Jerzy Radziwiłł ( en lituano: Jurgis Radvila), y Bárbara Koła, descendiente de la reina Isabel de Pilica- la tercera esposa de Vladislao II Jagellón (en polaco: Władysław II Jagiełło, en lituano: Vladislovas II Jogaila), rey de Polonia entre 1386 y 1434.
Según los relatos de sus contemporáneos, Bárbara fue una de las más bellas mujeres de Europa: alta para la época (1,62 m), delgada, rubia, con ojos grandísimos con los que seduciría al rey. Heredó la belleza de su madre Bárbara Kolanka, conocida también como Barbara Kolówna. Hablaba ruso, polaco, lituano, y sabía latín. 
Era famosa, como su madre (que tuvo un romance con el padre de Segismundo II Augusto Jagellón ( en lituano: Žygimantas ii Augustas Jogailaitis), Segismundo I Jagellón el Viejo) y su hermana por sus escándalos sexuales y numerosos romances.
Sus contemporáneos veían a Bárbara de forma negativa, acusándola de promiscuidad y brujería. Su vida se vio rodeada de muchos rumores y mitos. Fue más tarde una heroína de muchas leyendas en una amplia gama de obras literarias. A partir del siglo XVIII, la vida de Bárbara se romantizó como una gran aventura amorosa trágica. Se ha utilizado como ejemplo de "el amor lo conquista todo", con Bona Sforza actuando a menudo como la principal villana. Atrapó la imaginación del público y ha inspirado a muchos artistas a crear poemas, obras de teatro, películas y otras obras. Eso convirtió a Barbara Radziwiłł en una de las mujeres más conocidas y reconocidas de la historia del gran ducado de Lituania y del reino de Polonia.

## Biografía

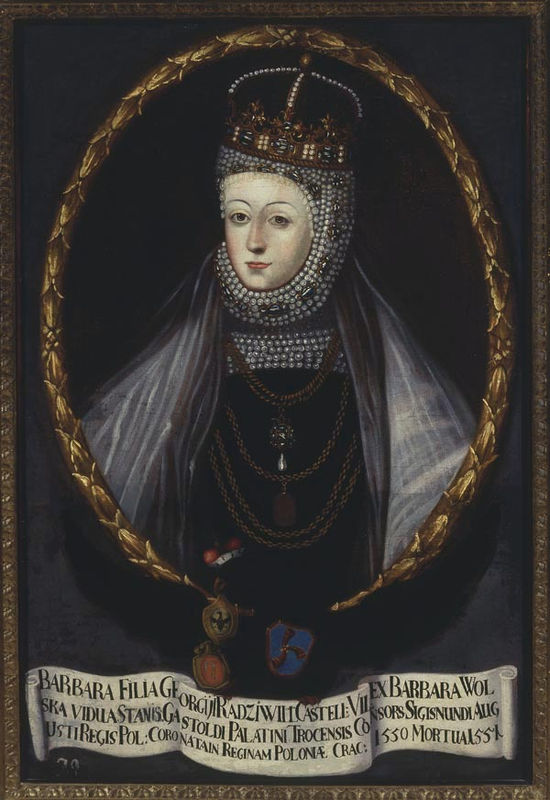
Bárbara Radziwiłł como reina de Polonia, retratada por un autor anónimo c. 1730.

Después de la muerte de su primer marido, Stanislas Gasztold, vivía en Vilna, donde conoció al rey de Polonia, Segismundo II Augusto, en aquella época casado con Isabel de Habsburgo. El rey se volvió loco por la bella viuda de Gasztold y poco tiempo después de la muerte de su mujer, se casó en secreto con su amante. Este matrimonio causó un gran escándalo entre la nobleza polaca y no fue aceptado por la madre del rey, Bona Sforza, ya que esperaba otras alianzas con casas reinantes que le dieran un heredero a Polonia. El rey, normalmente fácil de influenciar esta vez, como su bisabuelo Vladislao II Jagellón enamorado de Isabel de Pilica, resultó muy firme en su decisión. Aunque Bárbara fue coronada y proclamada reina de Polonia, el 1 de diciembre de 1550, su felicidad no duró mucho. El 8 de mayo del año siguiente la reina murió de cáncer, para la alegría de sus enemigos. El rey, sumido en un dolor extremo, cumplió la voluntad de su mujer, que no quería estar enterrada en Cracovia, y trasladó su cuerpo, siguiéndolo en el cortejo fúnebre, hasta la capital del gran ducado de Lituania, Vilna.
La vida, el amor desdichado y la muerte de Bárbara han inspirado varias obras de la literatura del cine y de la pintura de artistas polacos y lituanos, por ejemplo Jan Matejko.

## En la cultura popular

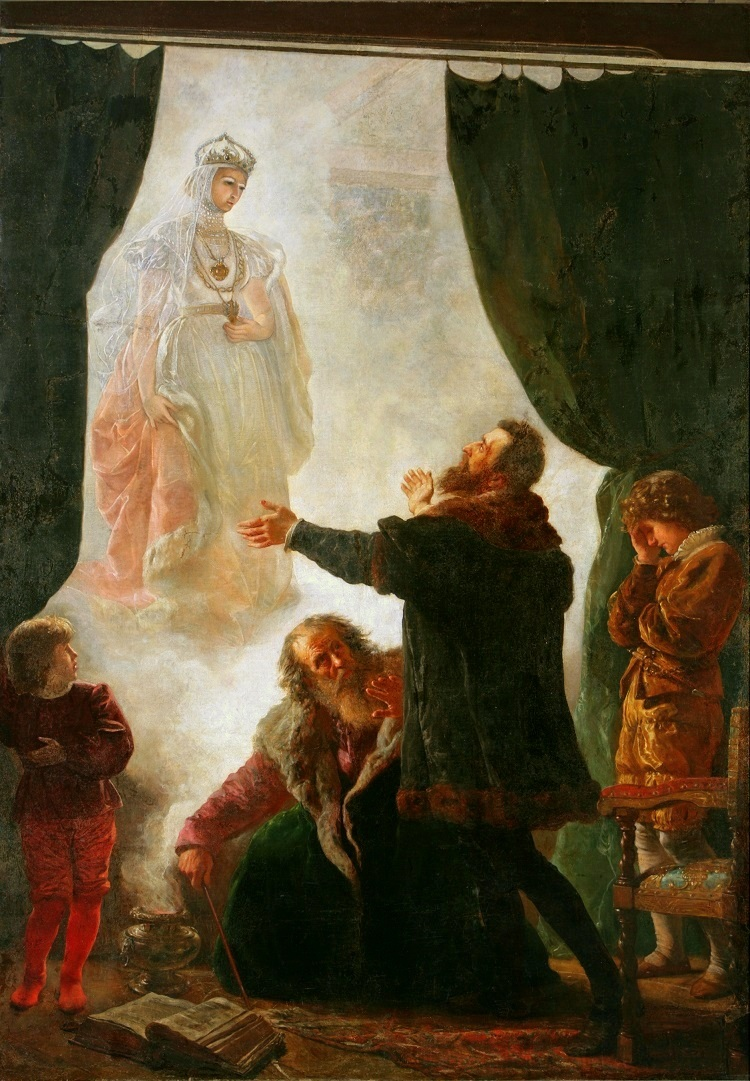
Pan Twardowski convoca al fantasma de Barbara. Pintura de Wojciech Gerson.

La vida y la muerte de Bárbara han inspirado leyendas, pinturas, obras literarias y películas. La leyenda popular de Pan Twardowski hace que esa figura parecida a la de Fausto invoque al fantasma de Bárbara para el rey Segismundo Augusto. En 1817, Alojzy Feliński escribió una tragedia, y en 1858 Antoni Edward Odyniec un drama, Barbara Radziwiłłówna. Una litografía del siglo XIX de Michał Kulesza que la representa con perlas se considera una de las obras notables del pintor.
En 1983, Janusz Majewski dirigió una película, Epitafium dla Barbary Radziwiłłówny (Epitafio para Bárbara Radziwiłł) sobre el romance de Bárbara con el rey Segismundo Augusto, su muerte y su regreso póstumo a Vilna. Anna Dymna interpreta a Bárbara y Jerzy Zelnik al rey Segismundo Augusto. Bárbara también ha aparecido como personaje principal en Królowa Bona (Reina Bona), serie de televisión de Telewizja Polska.
En Lituania, se escribieron dos obras de teatro de Barbora Radvilaitė, por Balys Sruoga en 1946 (inacabada) y por Juozas Grušas en 1972. Esta última fue representada por el Teatro Estatal de Drama de Kaunas y dirigida por Jonas Jurašas. También fue llevada al cine, dirigida por Vidmantas Bačiulis, en 1982. En 2012, el musical Žygimanto Augusto ir Barboros Radvilaitės legenda, de Anželika Cholina, fue descrito como el más grande y caro de Lituania.
La historia de Barbara Radziwiłł sirvió de inspiración para la canción principal del álbum de 2013 Czornaja Panna de la banda de folk metalbielorrusa Litvintroll, un relato lírico del dolor y la pena de Segismundo tras la muerte de Bárbara. La banda afirma que la canción no solo ha dado nombre al álbum, sino que también ha "establecido todo su esquema".
El 6 de octubre de 2018 se representó en el Teatro Auditorium de Chicago el musical titulado La leyenda de Zygimantas Augustas y Barbora Radvilaite. El musical fue dirigido y coreografiado por Anželika Cholina, compuesto por Mantas Jankavicius, y el libreto es de la autoría de Romas Lileikis. El conjunto coral lituano "Dainava" fue utilizado como coro.